# Elastomero

Rappresentazione del processo di deformazione di un elastomero. Le catene polimeriche sono raffigurate come dei "fili" collegati in alcuni punti (detti cross-link e segnati con dei pallini neri) attraverso dei legami chimici, quindi amovibili. Nello stato a riposo (A) il polimero si presenta come una "matassa" aggrovigliata. Durante la deformazione (B) le catene si dispongono in maniera parallela tra loro.

Per elastomero s'intende un polimero allo stato gommoso nel quale sono presenti legami, deboli o forti, che ne rafforzano la struttura, esaltandone le prestazioni meccaniche. Pertanto, con il generico termine di elastomero si indicano le sostanze naturali o sintetiche che hanno le proprietà chimico-fisiche tipiche del caucciù, o gomma naturale, la più peculiare delle quali è la capacità di subire grosse deformazioni elastiche, possono cioè essere allungati diverse volte per spostamenti finiti riassumendo la propria dimensione una volta ricreata una situazione di riposo.
Gli elastomeri vengono modellati nelle forme desiderate tramite estrusione o stampaggio a caldo.
Gli elastomeri fanno parte dei polimeri e si suddividono in due classi principali:
- elastomeri termoplastici
- elastomeri termoindurenti

Gli elastomeri termoplastici, introdotti sul mercato nei tardi anni sessanta, sono generalmente copolimeri di stirene e butadiene, poliolefine e co-poliesteri. Una volta stampati, se portati alla temperatura di transizione vetrosa possono essere rimodellati.
Gli elastomeri termoindurenti vengono prodotti legando le une alle altre le catene di polimero attraverso l'uso di reattivi chimici, temperatura e pressione in un processo generalmente chiamato vulcanizzazione. Questa modificazione nella loro struttura comporta la comparsa delle proprietà termoindurenti, ovvero è impossibile rimodellarli una volta che la vulcanizzazione è avvenuta.